# Емилија Баранац
Емилија Баранац (Ванкувер, 4. август 1994) канадска је глумица и манекенка српског порекла. Позната је улози Миџ Кламп у серији Ривердејл (2017—2020) и Џеневив у филму Момцима које сам волела (2018).

## Живот и каријера
Рођена је у Ванкуверу као ћерка српских родитеља.
Глумила је Миџ Кламп у другој сезони серије Ривердејл. Такође је глумила Џенвив у филмској адаптацији љубавног романа Џени Хан, Момцима које сам волела.

## Филмографија
| Улоге      |                                          |               |                  |                                                              |
| Година     | Српски назив                             | Изворни назив | Улога            | Напомена                                                     |
| 2013.      |                                          |               | Софи             | непродати пилот                                              |
| 2015.      | Ловци на натприродно                     |               | Кристал Торсон   | епизода: „Чувар брата”                                       |
| 2015.      |                                          |               | Пејџ Винтерс     | телевизијски филм                                            |
| 2016.      |                                          |               | Емили            | епизода „Викенд за памћење”                                  |
| 2017.      |                                          |               | Џејми            | 4 епизоде                                                    |
| 2017.      |                                          |               | Кристина Робертс | телевизијски филм                                            |
| 2017—2019. | Ривердејл                                |               | Миџ Кламп        | 9 епизода                                                    |
| 2018.      | Момцима које сам волела                  |               | Џеневив          |                                                              |
| 2019.      | Чари                                     |               | Хајди            | 2 епизоде                                                    |
| 2019.      |                                          |               | Оливија Картрајт | телевизијски филм                                            |
| 2019.      | Сабрина: Језиве пустоловине              |               | Одри             | епизода: „Петнаесто поглавље: Кућа хорора доктора Серберуса” |
| 2020.      | Момцима које сам волела: И даље те волим |               | Џеневив          |                                                              |
| 2021.      | Момцима које сам волела: Увек и заувек   |               | Џеневив          |                                                              |
| 2021.      | Неко ти је у кући                        |               | Хејли Холкомб    |                                                              |
| 2022.      | Поноћни клуб                             |               | Кетрин           |                                                              |